# Guy Fawkes eller krutsammansvärjningen
Guy Fawkes eller krutsammansvärjningen är en historisk roman skriven av William Harrison Ainsworth och illustrerad av George Cruikshank. Den släpptes som följetong i litteraturtidskriften Bentley's Miscellany från januari till november 1840 för att sedan släppas i sin helhet i juli 1841. Guy Fawkes var den första av Ainsworths sju romaner som ingick i serien om Lancashire och den handlar främst om den misslyckade krutkonspirationen år 1605. Som huvudperson står Guy Fawkes, en av konspiratörerna, och även om Ainsworth främst förlitade sig på historiska dokument berörande dessa ämnen förskönade han även verkligheten; han hittade på personen Viviana Radcliffe (som blev Fawkes fru) och han skrev även dit övernaturliga element såsom att alkemisten John Dee skulle kunna återuppväcka döda människor.
Temat i boken berör främst brittisk politik och historia och använder sig starkt av gotiska element, vilket gör att den skiljer sig från den samtida rationalismen. Under 1840-talet fanns det en allmän rädsla i England över att liknande konspirationer skulle ske efter avskaffandet av vissa lagar rörande religionsutövning. Dessa lagars avskaffande gav de romerska katolikerna i landet fler rättigheter och Roman Catholic Relief Act 1829 ledde till en ökad invandring av irländare till de engelska städerna. Detta i sin tur ledde till antikatolska protester mot de irländska invandrarna. I Guy Fawkes försökte Ainsworth lyfta fram tolerans som en viktig idé och då särskilt tolerans mellan olika religioner.
Romanen blev väldigt populär, men inte globalt uppskattad. När Edgar Allan Poe 1841 recenserade Guy Fawkes var han negativt inställd och även George John Worth var kritisk mot romanen. Dock har andra författare hyllat den och Stewart Marsh Ellis skrev att Guy Fawkes var en av de bästa historiska romanerna som någonsin skrivits. Romanen förvandlade Fawkes till en accepterad litterär rollfigur och kort efter publiceringen började Fawkes framträda i barnböcker och så kallade penny dreadfuls i England.

## Bakgrund och publicering
| William Harrison Ainsworth (vänster) skrev romanen och George Cruikshank (höger) illustrerade den. |  | William Harrison Ainsworth (vänster) skrev romanen och George Cruikshank (höger) illustrerade den. |
| William Harrison Ainsworth (vänster) skrev romanen och George Cruikshank (höger) illustrerade den. |  | |

Strax efter att författaren William Harrison Ainsworth hade färdigställt romanen Jack Sheppard började han skriva två stycken berättelser samtidigt: Towern i London och Guy Fawkes eller krutsammansvärjningen, som båda släpptes som följetonger under 1840. Ainsworth skrev klart Guy Fawkes under en kortare vistelse i byn Kingston Lisle, Oxfordshire. Båda berättelserna började publiceras i januari 1840, där Guy Fawkes publicerades i tidskriften Bentley's Miscellany fram till november 1840. Ainsworth släppte sedan berättelsen som följetong i sin egen tidskrift, Ainsworth's Magazine, mellan 1849 och 1850.
Förutom att berättelsen har publicerats som följetong har den även publicerats som roman vid åtminstone sju olika tillfällen under Ainsworths livstid. Den första av dessa publicerades av Richard Bentley, grundaren av Bentley's Miscellany, och kom ut som en roman i tre volymer i juli 1841, med illustrationer av George Cruikshank. En fransk och två amerikanska utgåvor släpptes även detta år. I Sverige publicerades Guy Fawkes 1904, i översättning av John W. Berglund.

## Handling
"Med Viviana Radcliffe ville jag visa på den lojala och fromma katoliken, såsom jag antar att rollfiguren hade sett ut på den tiden. Med Catesby, den hänsynslösa och ambitiösa konspiratören, som maskerar sitt verk under en mantel av religion. Med Garnet, den subtila men ändå ärliga jesuiten, och med Fawkes, den dystra och skrockfulla entusiasten. En doktrin som jag har försökt genomsyra berättelsen med var 'tolerans'."
Handlingen i Guy Fawkes, som bygger på den misslyckade krutkonspirationen, börjar sommaren 1605 när konspiratörerna fortfarande har planer på att spränga det engelska överhuset i Westminsterpalatset. Under tiden som några katolska präster avrättas i Manchester beter sig Elizabeth Orton villrådigt och hon börjar jagas av en ämbetsman som övervakar avrättningarna. För att undvika att bli tillfångatagen hoppar Orton ned i floden Irwell. Hon dras senare upp av Humphrey Chetham, en adlig protestant, och Guy Fawkes, en katolsk konspiratör. När hon är uppe på land igen förutspår hon att de båda männen kommer att bli avrättade, innan hon själv avlider.
Handlingen går nu över till Lancashire och familjen Radcliffe. William Radcliffe säger sig vara en anhängare till konspiratörernas planer och hans dotter, Viviana Radcliffe, visar sig vara förälskad i både Chetham och Fawkes. Fawkes färdas nu till alkemisten John Dee som lyckas framkalla Ortons ande, vilken ännu en gång varnar Fawkes. Han har senare en uppenbarelse i vilken Gud varnar honom för att konspirationen kommer att sluta illa. Under tiden som detta händer framkommer det att familjen Radcliffe har hållit två präster gömda i sitt hus, vilket leder till att armén förstör hemmet. Då de inte längre har någon plats att bo färdas konspiratörerna till London.
Fawkes och Viviana Radcliffe gifter sig så småningom och hon försöker övertala honom att ge upp planerna på att medverka i konspirationen. Fawkes däremot anser att han har lovat att vara delaktig och bestämmer sig för att fortsätta som planerat. Den 5 november 1605 upptäcks konspirationen av myndigheterna och Fawkes arresteras. Han ställs inför rätta tillsammans med de andra konspiratörerna och de fängslas därefter i Towern. Radcliffe, som vid detta laget är döende, ber Fawkes att ångra sina handlingar, vilket han gör. Efter att Radcliffe har avlidit avrättas Fawkes och handlingen slutar med att även jesuiten Henry Garnet avrättas.

## Teman
Guy Fawkes, precis som Ainsworths andra roman från samma år Towern i London, handlar om brittisk politik och historia. Romanen berör krutkonspirationen och avrättningen av några katolska präster. Ainsworth använde sig även av gotiska element såsom mossen Chat Moss, i närheten av Manchester, för att skapa ett mer skrämmande intryck. Ordsall Cave, en grotta som tidigare har använts för hednisk dyrkan, togs även med i romanen för att skapa en koppling mellan olika historiska händelser. Ainsworth skiljde sig från flera tidigare författare genom att han använde sig av spådomar som berörde svartkonst istället för de mer vedertagna katolska vidskepelserna. Han slog samman det kristna med det övernaturliga i en och samma värld, vilket gick emot den samtida rationalismen eftersom magi, religion och vetenskap finns i ett och samma världsliga system. Den rollfigur som utgör kopplingen mellan dessa element är alkemisten John Dee. Dee säger åt Fawkes att konspirationen inte kommer att främja katolicismen utan att den enbart kommer att leda till konspiratörernas död. Fawkes har en uppenbarelse vid den katolska helgedomen St Winefride's Well, som också säger åt honom att konspirationen kommer att misslyckas eftersom himmelriket inte godkänner dessa planer. Både den världsliga och den andliga sidan varnar Fawkes för att konspirationen inte kommer att lyckas, vilket tyder på romanens tragiska och gotiska teman.

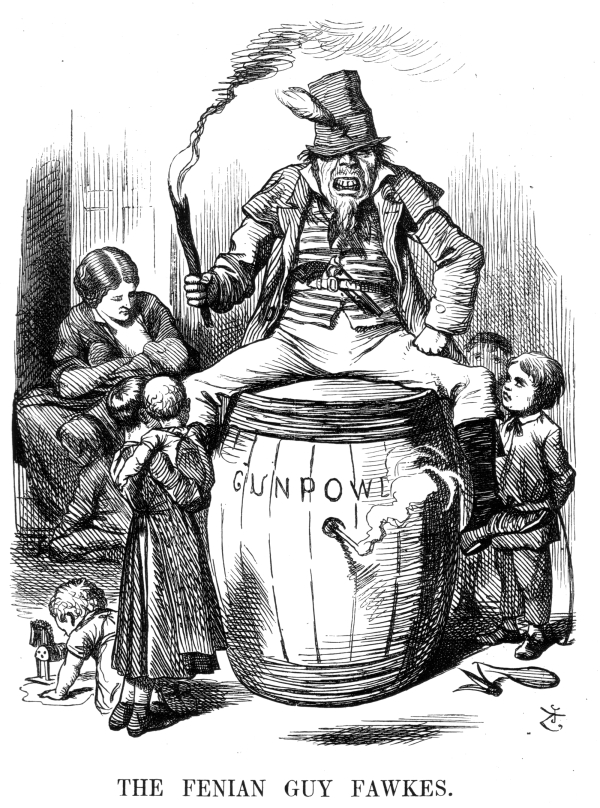
Antikatolska protester mot de irländska invandrarna blossade upp efter att katolikerna hade fått fler rättigheter i England under slutet av 1820-talet.

Genom krutkonspirationen ville konspiratörerna återställa en romersk-katolsk monark och göra den romerska katolicismen till den ledande, eller åtminstone en accepterad, religiös övertygelse i England. Detta var återigen aktuellt under 1840-talet eftersom det fanns en allmän rädsla för att liknande konspirationer skulle ske efter avskaffandet av vissa lagar rörande religionsutövning. Några lagar från 1600-talet, däribland Corporation Act 1661 och testakten, upphävdes via Sacramental Test Act 1828 och tack vare detta fick de engelska katolikerna fler rättigheter i samhället. Roman Catholic Relief Act 1829 gav även de irländska katolikerna fler rättigheter, vilket ledde till en ökad invandring av irländare till de engelska städerna. Detta i sin tur ledde till antikatolska protester mot de irländska invandrarna. I sin roman Guy Fawkes försökte Ainsworth lyfta fram tolerans som en viktig idé och då särskilt tolerans mellan olika konfessioner.
Ainsworth använde sig av de kvinnliga rollfigurerna på två olika sätt, vilket exemplifieras av den Kassandra-liknande Elizabeth Orton (som varnar Chetham och Fawkes om sina öden) och Viviana Radcliffe (som visar på den kvinnliga skönheten som dör). Radcliffe är ett typexempel på en kvinna i den viktorianska tiden, som är trogen sin far intill döden, vilket står i kontrast mot de mer självständiga kvinnliga rollfigurerna i Ainsworths andra verk. Radcliffe är ett offer i den mån att hon vet att konspirationen inte kommer att lyckas, men att hon ändå inte kan fly undan den eftersom hon är bunden till Fawkes genom sina äktenskapliga löften.

## Verklighetsanknytning

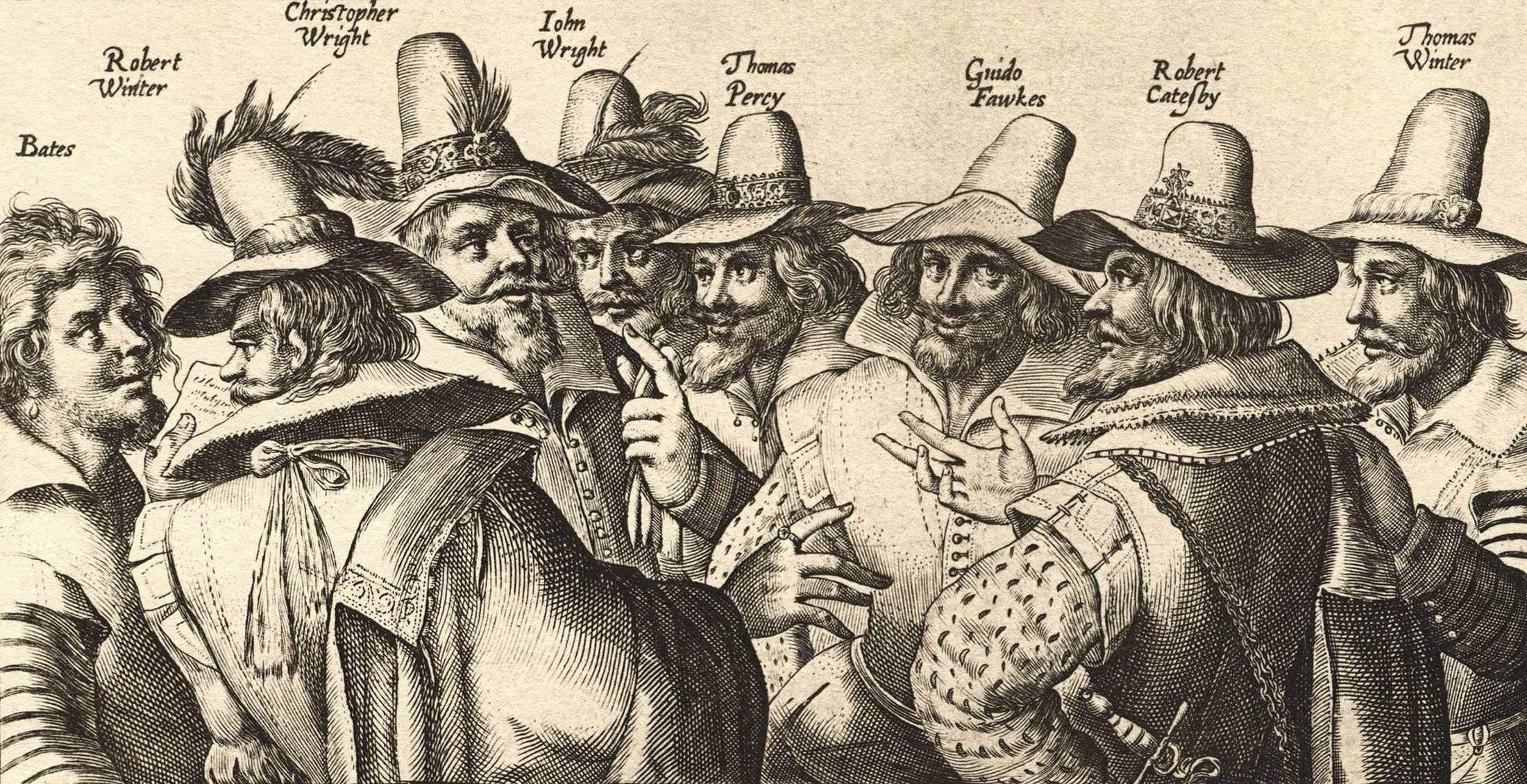
En gravyr föreställande några av krutkonspiratörerna, gjord av Crispin de Passe den äldre. Guy Fawkes är grundad i krutkonspirationen.

Romanen är grundad i krutkonspirationen, som var en viktig händelse i Englands historia. Det finns dock flera teorier om just denna konspiration och allmänhetens åsikter manipulerades efter konspirationens misslyckande för att ytterligare stärka de antikatolska åsikterna. En sak som är osäker är vem som skickade det brev till William Parker, 4:e baron Monteagle som avslöjade konspiratörernas planer. Francis Tresham har länge varit misstänkt för att vara det anonyma brevets upphovsman, men det är oklart om detta är sanningen. Ainsworth hävdade istället att Monteagle skrev brevet till sig själv för att på så sätt kunna varna andra om konspirationen, vilken han inte trodde skulle gynna katolicismen. För detta påstående har Ainsworth hämtat inspiration från historiska dokument, såsom erkännandena av konspiratörerna under deras förhör.
Dee är baserad på en verklig person och Ainsworth använde sig av Dees bok A True & Faithful Relation of What Passed for Many Years Between Dr. John Dee and Some Spirits för att få information om ockultismen. Uppenbarelsen som Fawkes har vid den katolska helgedomen St Winefride's Well har sin rot i en legend från området runt Holywell i norra Wales. Kvinnan i uppenbarelsen ska ha varit Winifred, som halshöggs av en man vid namn Caradoc, efter att hon hade avvisat honom. En vattenkälla ska ha uppstått där Winifreds huvud träffade marken och hon återuppväcktes senare till liv av Beuno. Vattnet i källan ska enligt legenden ha de magiska krafterna att omedelbart kunna läka människor. Andra rollfigurer som är baserade på verkliga personer är Guy Fawkes, Robert Catesby, Humphrey Chetham, Henry Garnet, Edward Oldcorne, Robert Cecil, 1:e earl av Salisbury, Thomas Knyvet, 1:e baron Knyvet och Jakob I av England.

## Mottagande och eftermäle
Ainsworth själv skrev i förordet till Guy Fawkes att han förväntade sig att de personer som hade misstolkat hans tidigare verk förmodligen även skulle misstolka denna roman, men att de personer som hade varit stöd för honom tidigare under hans karriär säkerligen skulle ta emot romanen med överseende och opartiskhet. Denna roman, tillsammans med Towern i London, var början på Ainsworths fyrtioåriga karriär som författare av historiska romaner. Guy Fawkes blev väldigt populär, men inte globalt uppskattad. 1841 recenserade Edgar Allan Poe romanen och han var negativ mot den. Poe skrev att "herr Ainsworths syfte verkar ha varit att, för en viss summa pengar, fylla sin kvot av skrivna sidor." George John Worth var även han måttligt imponerad av romanen. Han skrev att de första två volymerna av Guy Fawkes var bra, men att den tredje volymen var en besvikelse.
Stewart Marsh Ellis var av en annan åsikt och skrev att Guy Fawkes var en av de bästa historiska romanerna som någonsin skrivits och att den grep tag i läsarens intresse från början till slut. Ellis skrev även att romanen var en ekonomisk framgång och att Ainsworth kan ha tjänat så mycket som £1 500 på den. Stephen Carver hävdade att även om recensionerna mot Ainsworth var svidande var den andra volymen av Guy Fawkes relativt historiskt korrekt.
Romanen förvandlade Fawkes till en accepterad litterär rollfigur och kort efter publiceringen började Fawkes framträda i barnböcker och så kallade penny dreadfuls i England. Pjäsen Guido Fawkes: or, the Prophetess of Ordsall Cave, som spelades upp på Queen's Theatre i Manchester i juni 1840, var baserad på Guy Fawkes eller krutsammansvärjningen. Romanen filmatiserades 1923 av Maurice Elvey under namnet Guy Fawkes.

## Galleri

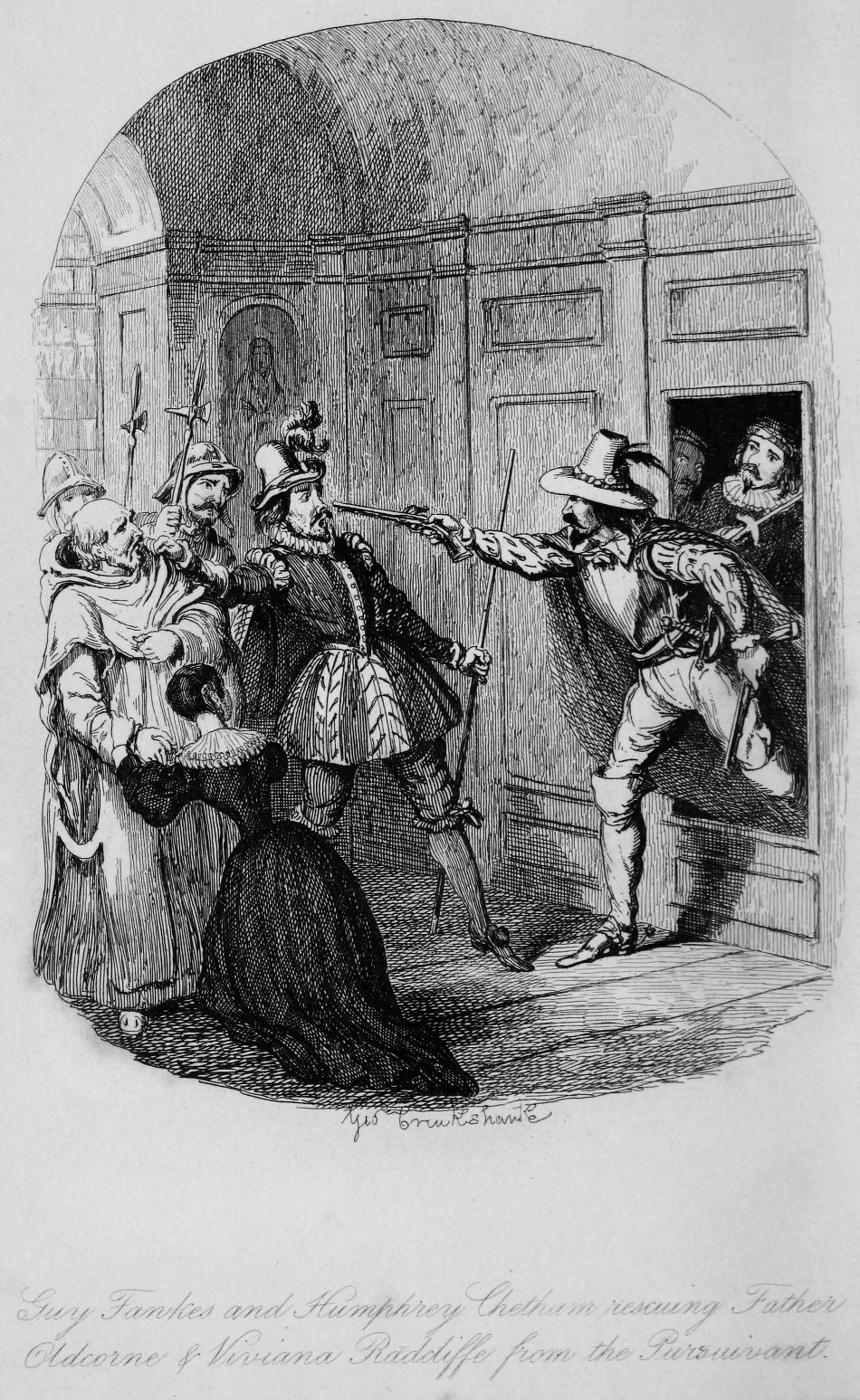
Frontespis till Guy Fawkes eller krutsammansvärjningen.
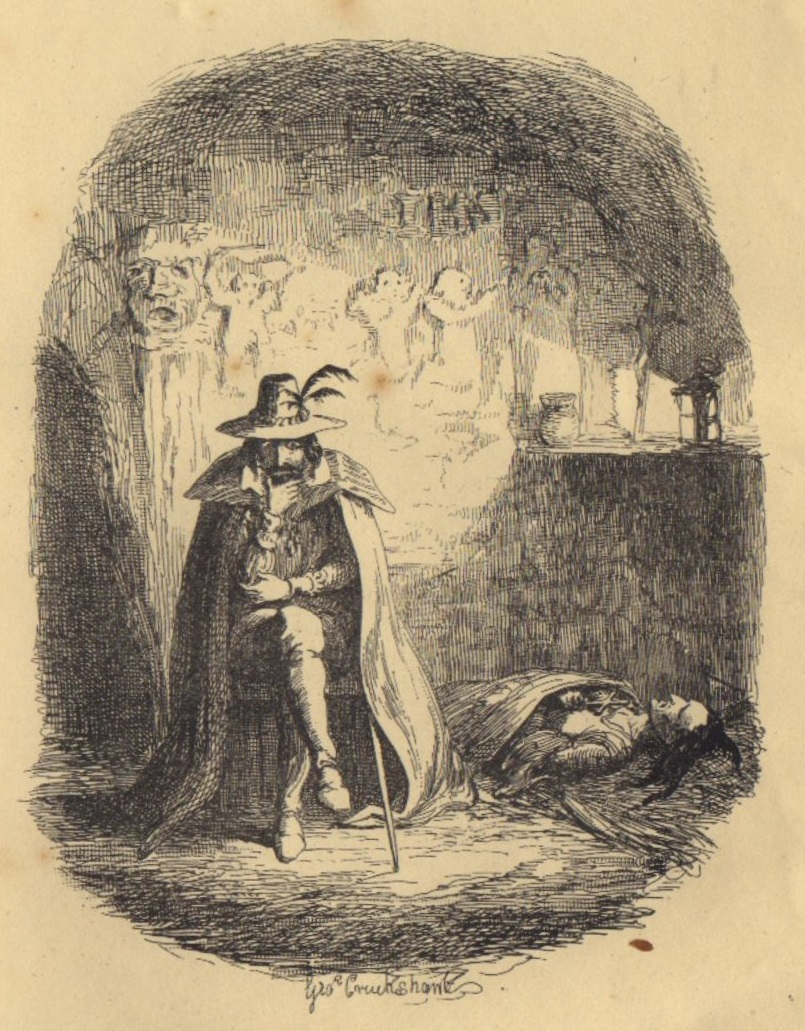
Guy Fawkes i Ordsall Cave.
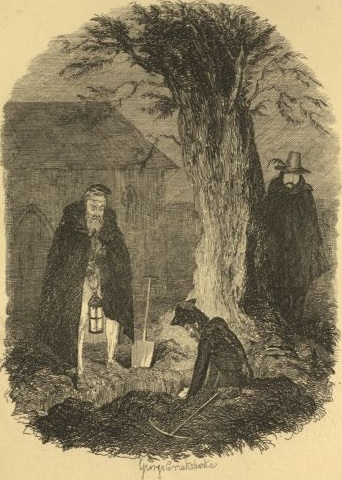
Fawkes upptäcker när John Dee och Edward Kelley gräver upp Elizabeth Ortons lik.
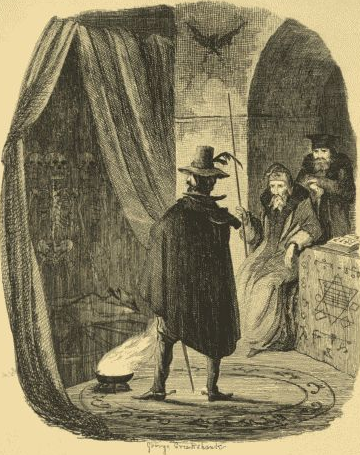
Dee och Kelley visar upp sina trollerikonster för Fawkes.
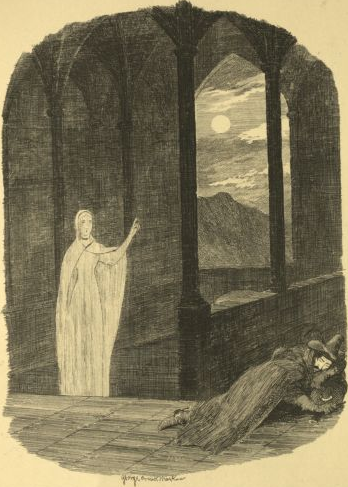
Fawkes har en syn vid St Winefride's Well.
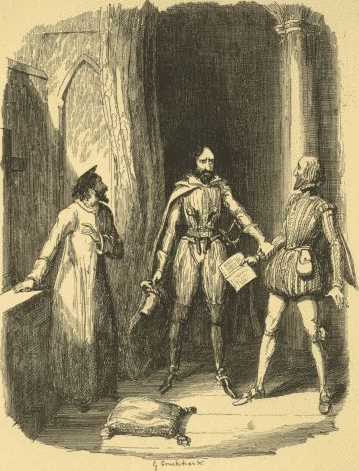
Fawkes förhindrar sir William Radcliffe från att gå med i konspirationen.
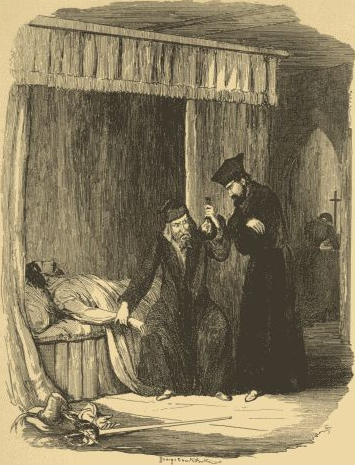
Dee återupplivar Fawkes.
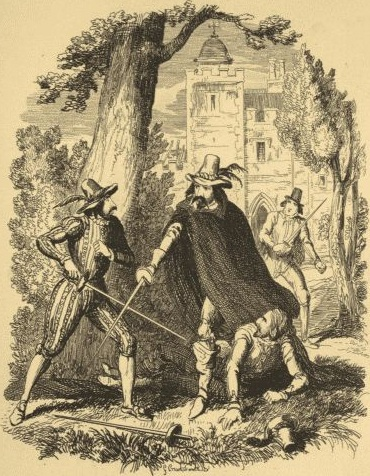
Fawkes beskyddar Humphrey Chetham från Robert Catesby.
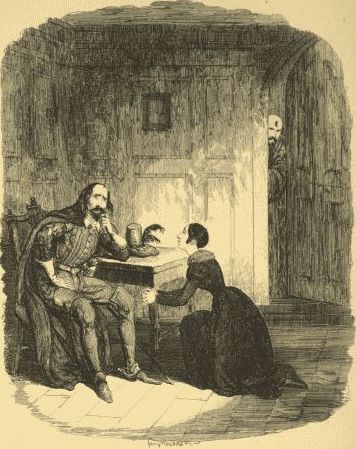
Viviana Radcliffe bönfaller Fawkes att dra sig ur konspirationen.
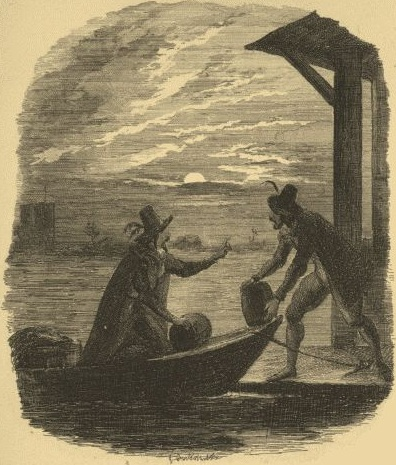
Fawkes och Catesby lastar några av de kruttunnor som skulle användas vid sprängdådet.
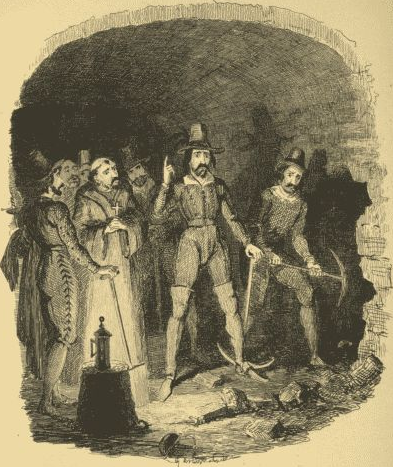
Fawkes och de andra konspiratörerna hör ett ljud när de gräver en tunnel.
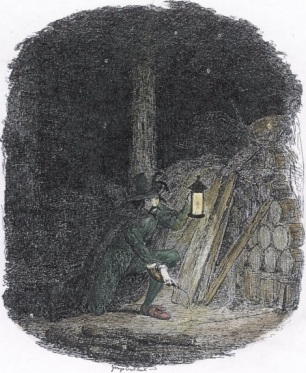
Fawkes förbereder krutet inför sprängdådet.
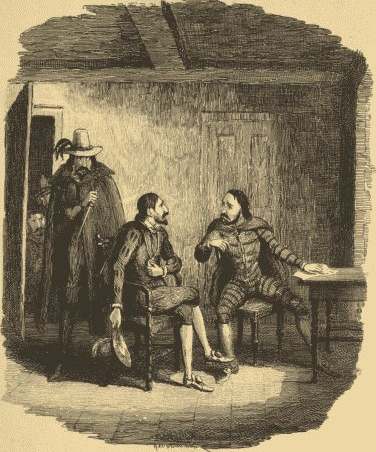
Fawkes håller uppsikt över Francis Tresham och William Parker, 4:e baron Monteagle.
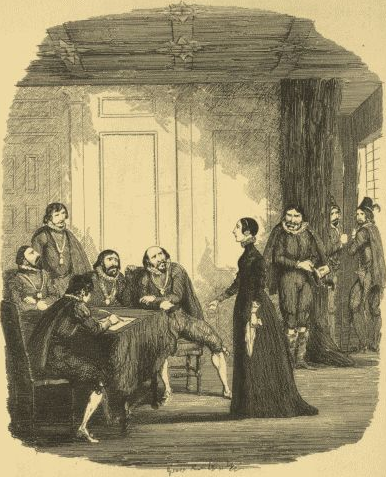
Radcliffe förhörs av Robert Cecil, 1:e earl av Salisbury i Stjärnkammaren.
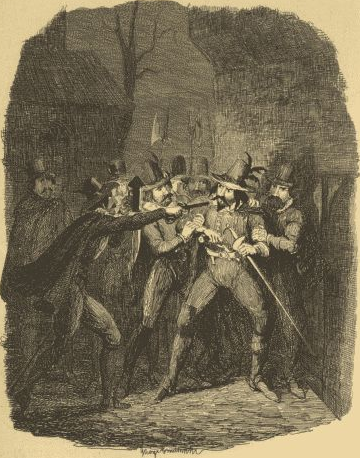
Fawkes arresteras av Thomas Knyvet, 1:e baron Knyvet och Topcliffe.
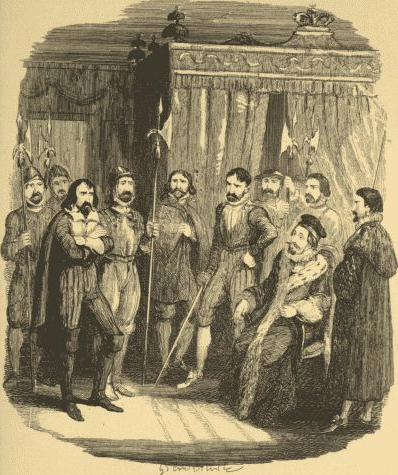
Fawkes förhörs av Jakob I av England.
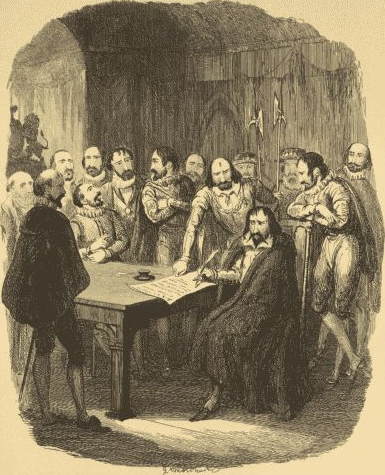
Fawkes skriver på sitt erkännande efter tortyrförhören.
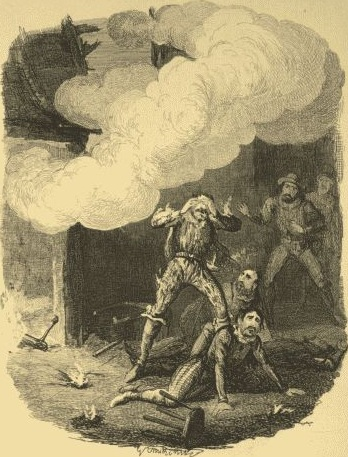
Explosionen vid Holbeche House.
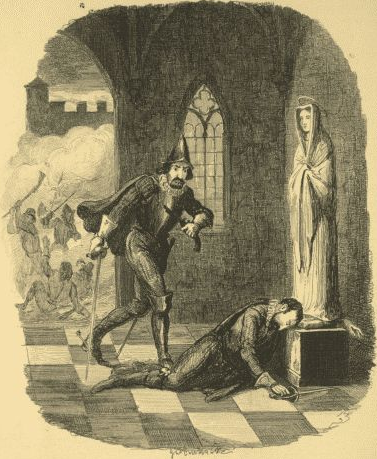
Catesbys död vid Holbeche House.
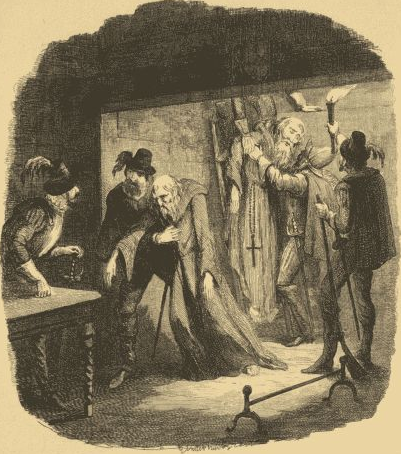
Fader Henry Garnet och fader Edward Oldcorne upptäcks vid Hendlip.
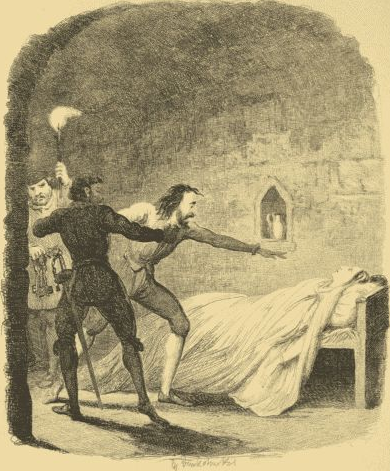
Radcliffes död.
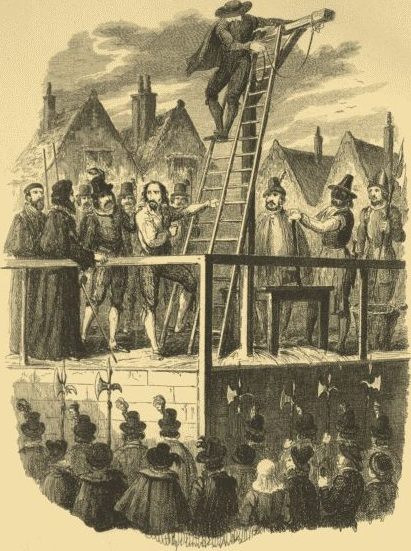
Fawkes avrättning.